# Підводні човни типу «Марчелло»
Підводні човни типу «Марчелло» (італ. Classe Marcello) — клас військових кораблів з 11 підводних човнів, випущених італійськими суднобудівельними компаніями OTO і CRDA у 1937—1938 роках. Субмарини цього типу входили до складу Королівського військово-морського флоту Італії та брали активну участь у боях Другої світової війни. Десять з них загинули з різних обставин і лишень «Енріко Дандоло» пройшов всю війну та був переданий США, які використовували його під час проведення навчань з протичовнової оборони.

## Підводні човни типу «Марчелло»
Позначення
| №  | Корабель                  | Виготовлювач      | На честь               | Закладено      | Спущено           | У строю           | Статус |
| -- | ------------------------- | ----------------- | ---------------------- | -------------- | ----------------- | ----------------- | --- |
| 1  | «Лоренцо Марчелло»        | CRDA, Монфальконе | Лоренцо Марчелло       | 4 січня 1937   | 20 листопада 1937 | 5 березня 1938    | після 22 лютого 1941 року зник у Північній Атлантиці (ймовірно потоплений британським патрульним літаком Short Sunderland) |
| 2  | «Енріко Дандоло»          | CRDA, Монфальконе | Енріко Дандоло         | 14 червня 1937 | 20 листопада 1937 | 25 березня 1938   | 1944 році переданий флоту США; після війни повернутий та 1949 році списаний на брухт |
| 3  | «Себастьяно Веньєро»      | CRDA, Монфальконе | Себастьяно Веньєр      | 23 січня 1937  | 14 лютого 1938    | 5 червня 1938     | 7 червня 1942 року потоплений у Середземному морі летючим човном Consolidated PBY Catalina |
| 4  | «Андреа Прована»          | CRDA, Монфальконе | Андре Прована де Лейні | 3 лютого 1937  | 16 березня 1938   | 25 червня 1938    | 16 червня 1940 року потоплений таранним ударом французького шлюпу «Ла Кур'єз» |
| 5  | «Ладзаро Моченіго»        | CRDA, Монфальконе | Ладзаро Моченіго       | 19 січня 1937  | 20 листопада 1937 | 16 серпня 1938    | 15 травня 1943 року потоплений у порту Кальярі американською авіацією |
| 6  | «Джакомо Нані»            | CRDA, Монфальконе | Джакомо Нані           | 15 червня 1936 | 16 червня 1938    | 5 вересня 1938    | 7 січня 1941 року потоплений корветами «Анемон» та «Ла Мало» |
| 7  | «Агостіно Барбаріго»      | CRDA, Монфальконе | Агостіно Барбаріго     | 6 лютого 1937  | 12 червня 1938    | 19 вересня 1938   | 19 червня 1943 року потоплений американською авіацією в Біскайській затоці |
| 8  | «Анжело Емо»              | CRDA, Монфальконе | Анжело Емо             | 16 лютого 1937 | 29 червня 1938    | 14 жовтня 1938    | 7 листопада 1942 року потоплений протичовновим траулером HMS Lord Nuffield на початковій фазі операції «Смолоскип» |
| 9  | «Франческо Морозіні»      | CRDA, Монфальконе | Франческо Морозіні     | 2 березня 1937 | 25 липня 1938     | 11 листопада 1938 | у серпні 1942 року зниклий з невідомих обставин у Біскайській затоці |
| 10 | «Команданте Каппеліні»    | OTO, Леричі       |                        | 25 квітня 1938 | 14 травня 1939    | 23 вересня 1939   | у вересні 1943 року захоплений Німеччиною після італійської капітуляції; введений в експлуатацію, як UIT-24. Після капітуляції Німеччини в травні 1945 року був захоплений Імператорським флотом Японії і перейменований на I-503. У вересні 1945 року після капітуляції Японії затоплений у протоці Кії |
| 11 | «Команданте Фаа де Бруно» | OTO, Ла-Спеція    |                        | 28 квітня 1938 | 18 червня 1939    | 23 жовтня 1939    | 8 листопада 1940 року потоплений есмінцями «Оттава» та «Гарвестер» при спробі атакувати конвой HX 84 |